# Agarwal Mandi
Agarwal Mandi is een nagar panchayat (plaats) in het district Bagpat van de Indiase staat Uttar Pradesh.

## Demografie
Volgens de Indiase volkstelling van 2001 wonen er 12.398 mensen in Agarwal Mandi, waarvan 53% mannelijk en 47% vrouwelijk is. De plaats heeft een alfabetiseringsgraad van 69%.